# Rayo de referencia
El rayo de referencia es un rayo láser utilizado para la lectura y generación de hologramas. Es uno de dos rayos láseres utilizados para generar hologramas. Para realizar lecturas de hologramas de adentro hacia fuera, algunas especificaciones del rayo de referencia (como el ángulo de incidencia, perfil de rayo y largo de onda) tienen que ser reproducidos exactamente a como si fueran a generar hologramas. Como resultado, la mayoría de los rayos de referencia utilizados son rayos Gaussianos o rayos de onda esférica (rayos donde la radiación se origina en un solo punto) ya que estos son fáciles de reproducir.
El otro tipo de rayo utilizado para generar hologramas es el doble rayo.
- Datos: Q7307113